# Ẩm thiện chính yếu
Ẩm thiện chính yếu là một cuốn sách dạy nấu ăn và văn bản y học Trung Quốc được biên soạn bởi Hốt Tư Tuệ. Nó xuất bản lần đầu vào năm 1330, mặc dù bản thảo gốc không còn tồn tại; tất cả các ấn bản cận đại của Ẩm thiện chính yếu đều dựa trên ấn bản từ thời nhà Minh xuất bản năm 1456.

## Nội dung

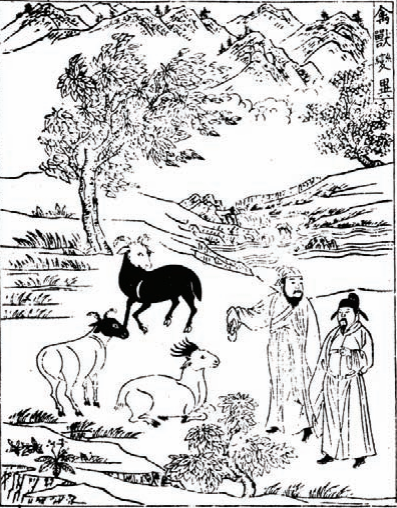
Tranh minh họa trong Ẩm thiện chính yếu, chú thích "Cầm thú biến dị" (禽獸變異).

Ẩm thiện chính yếu bao gồm ba quyển (卷), tức chương. Quyển đầu tiên là ngắn nhất bao gồm lai lịch của ba vị Tam Hoàng trong thần thoại là Phục Hy, Hoàng Đế và Thần Nông, cùng bốn mục lời khuyên về các đề tài như "Những thực phẩm nên tránh ăn khi mang thai" (妊娠食忌, nhâm thần thực kỵ) và "Những điều nên phòng ngừa và tránh khi uống rượu" (飲酒避忌, ẩm tửu tị kỵ). Chương này kết thúc với danh sách 95 công thức nấu ăn của Trung Đông, có tiêu đề "Món ngon kỳ lạ của các hương vị kết hợp" (聚珍異饌, tụ trân dị soạn), hầu như một nửa trong số đó không có giá trị y học rõ ràng. Các món ăn được bàn luận từ nước dùng đến bánh hấp. Bảy mươi hai trong số các công thức có thịt cừu non, loại thịt được người Mông Cổ ưa thích. Các công thức còn lại liên quan đến nhiều loại thịt, bao gồm gấu, ngựa, rùa và sói, cùng với thịt bò, thịt gà và thịt lợn.
Quyển thứ hai mở đầu bằng danh sách công thức chế biến 57 loại đồ uống và thực phẩm lỏng, có tiêu đề "Các loại đồ uống nóng và cô đặc khác nhau", kết thúc bằng cuộc bàn luận về các loại nước khác nhau, từ nước mưa đến nước suối. Phần tiếp theo của quyển thuật lại chi tiết về chế độ ăn kiêng cực đoan của những người thọ bách niên, cũng như truyền dạy cách làm một "chiếc gối thần" (神枕法, thần chẩm pháp) có thể đảo ngược quá trình lão hóa. Quyển này kết thúc với một loạt các cuộc bàn luận y học liên quan đến thực phẩm, bao gồm "Đồ ăn tránh khi dùng thuốc" (服藥食忌, phục dược thực kỵ) và "Thực phẩm chữa nhiều bệnh" (食療諸病, thực liệu chư bệnh).
Quyển cuối mô phỏng theo dược điển của Trung Quốc. Nó liệt kê nhiều loại thực phẩm và đặc tính dùng làm thuốc của chúng, bao gồm 46 loại rau, 39 trái cây, 35 thịt, 28 sinh vật biển và 20 loại gia cầm. Ví dụ, độc giả được khuyên nên ăn thịt hổ để phòng ngừa hổ và ác quỷ gây bệnh tật.
Biên soạn bằng Hán ngữ, Ẩm thiện chính yếu có một số từ vay mượn tiếng Ả Rập, Mông Cổ và Thổ Nhĩ Kỳ. Tổng cộng, văn bản bao gồm 236 công thức nấu ăn với hơn hai trăm bức vẽ, một trong số đó được giải thích bằng văn bản. Một bức vẽ tương tự được tìm thấy trong quyển thứ hai, có chú thích là "cầm thú biến dị" (禽獸變異) và mô tả ba con dê màu đen và trắng. Tác giả giải nghĩa là "nếu không cẩn thận trong việc ăn uống, kết quả sẽ bị đau ốm." Điều này ngay lập tức kèm theo danh sách các loài động vật không nên ăn, ví dụ như "ngựa trắng có móng guốc xanh" (白馬青蹄, bạch mã thanh đề), "cua chỉ có một càng" hoặc "cừu có lỗ trên gan".

## Lịch sử xuất bản
Văn bản được biên soạn dưới thời nhà Nguyên bởi Hốt Tư Tuệ, người hầu như không được biết đến, ngoại trừ việc ông lần đầu được bổ nhiệm làm thầy thuốc dinh dưỡng trong triều đình vào khoảng giữa năm 1314 và 1320.
Theo lời tựa do Ngu Tập viết, Ẩm thiện chính yếu là một "kết quả của những cố gắng quay về thời Hốt Tất Liệt". Lần đầu nó được dâng đến hoàng đế Nguyên Văn Tông, "vào ngày mồng ba tháng ba năm Thiên lịch (天曆) thứ ba", tức cuối mùa xuân năm 1330. Bản thảo hoàn chỉnh thời nhà Nguyên đã bị thất lạc, tất cả các ấn bản cận đại đều dựa trên ấn bản thời nhà Minh được xuất bản năm 1456.

### Trích dẫn
1. ↑  Buell & Anderson 2010, tr. 3.
2. 1 2 3  Sterckx 2018, tr. 143.
3. 1 2  Buell & Anderson 2010, tr. 13.
4. 1 2 3  Sabban 1985, tr. 162.
5. 1 2 3 4  Buell & Anderson 2010, tr. 14.
6. 1 2  Sabban 1985, tr. 165.
7. ↑  Sabban 1985, tr. 166.
8. ↑  Sabban 1985, tr. 170–171.
9. ↑  Sabban 1985, tr. 170.
10. ↑  Sabban 1985, tr. 163.
11. ↑  Sabban 1985, tr. 164.
12. 1 2  Sterckx 2018, tr. 144.
13. ↑  Buell & Anderson 2010, tr. 510.
14. ↑  Sabban 1985, tr. 167.
15. ↑  Lo 2022, tr. 324.
16. 1 2 3  Buell & Anderson 2010, tr. 15.
17. ↑  Buell & Anderson 2010, tr. 11.